# Les Chevaliers du ciel (Holmès)
Pour les articles homonymes, voir Les Chevaliers du ciel.
Les Chevaliers du ciel est une mélodie de la compositrice Augusta Holmès composée en 1901.

## Composition
Augusta Holmès compose cette mélodie en 1901 sur un poème qu'elle écrit elle-même. L'œuvre est dédiée à Jeanne-Marie Say vicomtesse de Trédern. Elle est éditée chez les éditions Enoch et Cie.